# Elsa Olivia Urbach

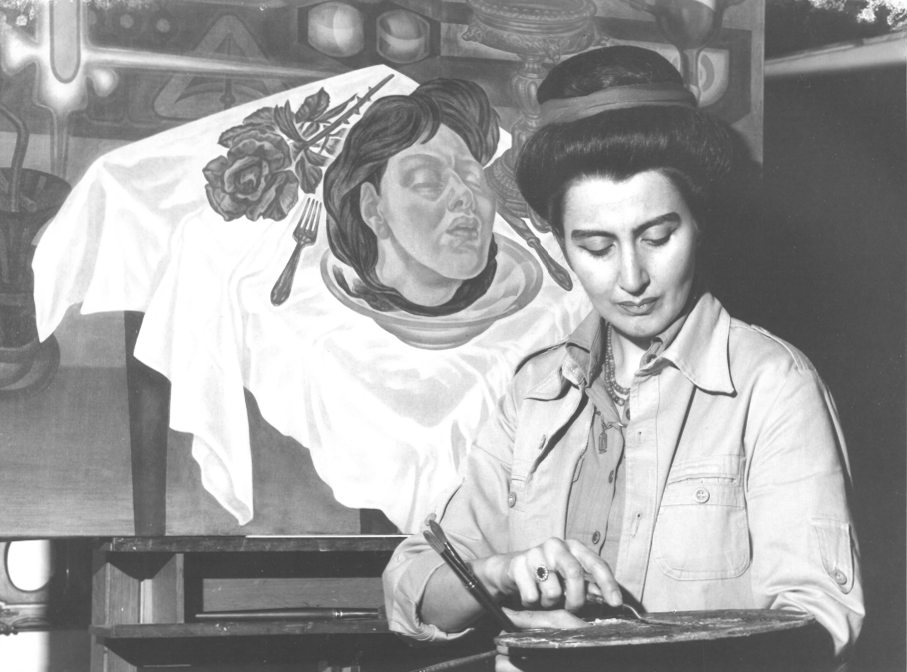
In der Mitte ihres Lebens malt Elsa Olivia Urbach das Bild "Bluttransfusion" 1980.

Elsa Olivia Urbach (* 1935 in Wien) ist eine österreichische Malerin, Grafikerin und Grafik-Designerin. Ihr Kunststil, die "Magische Figuration", ist zwischen Manierismus und Surrealismus verortet. In ihren Anfangsjahren gehörte sie zur Wiener Schule des Phantastischen Realismus.

## Leben

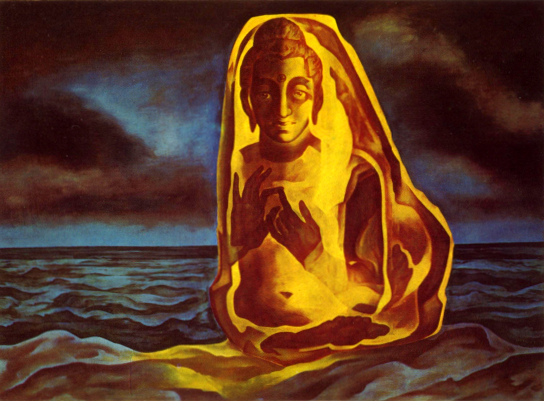
"Fossiler Budda", 1972/1973

Urbach wuchs in den Wirren des Zweiten Weltkrieges auf. Wegen politischer und rassistischer Anfeindungen floh die Familie 1938 vor den Nazis aus Österreich. Nach dem Krieg begann Urbach schon im Alter von 14 Jahren eine Ausbildung als Grafikdesignerin an der damaligen Graphischen Lehr- und Versuchsanstalt Wien, mit Abschluss als Diplom-Grafikerin 1954. Weitere vier Semester an der Universität für Angewandte Kunst Wien folgten, während derer sie mit zahlreichen Preisen bei Grafikwettbewerben und Ausschreibungen ausgezeichnet wurde.
Nach Differenzen mit einem Professor verließ Urbach die Kunstuniversität, um an die Akademie der Bildenden Künste zu wechseln. In der Meisterschule von Albert Paris von Gütersloh erwarb Urbach 1962 ihren Abschluss als "akademische Malerin" (später: Magister artium) und wurde mit sämtlichen hohen Auszeichnungen ihrer Universität gewürdigt. Im Jahr 1979 galt Urbach in Österreich als "Staatskünstlerin Nr. 1", da zu diesem Zeitpunkt die meisten Werke einer Künstlerin in Staatsbesitz von Urbach angekauft worden waren. Auf Grund ihrer Verdienste erhielt sie 1985 den Titel eines Professors durch den österreichischen Bundespräsidenten.
Urbach war mit dem verstorbenen Galeristen und Kunsthändler Peter Halatsch verheiratet. Sie lebt und arbeitet in Lilienthal.

## Stil
Urbachs Stil der "Magischen Figuration" greift spirituelle und traumhafte Elemente auf und verbindet sie in künstlerischer Form. Ihr künstlerisches Œuvre setzt sich hauptsächlich aus Werken von Öl-Tempera-Malerei in der klassischen Technik alter Meister der Gotik und der Renaissance zusammen. Der Kontrastsprung zwischen gegenstandsloser und naturalistischer Darstellung spielt dabei immer wieder eine zentrale Rolle.
Zwar stellte Urbach gemeinsam mit zwölf anderen Künstlern, darunter Ernst Fuchs und Friedensreich Hundertwasser, eigene Werke in der Gründungsausstellung der Wiener Schule aus. Später distanzierte sich die Künstlerin jedoch vom Phantastischen Realismus dieser Strömung und gründete eine eigene Stilrichtung der "Magischen Figuration".

## Preise und Auszeichnungen
Funktionen

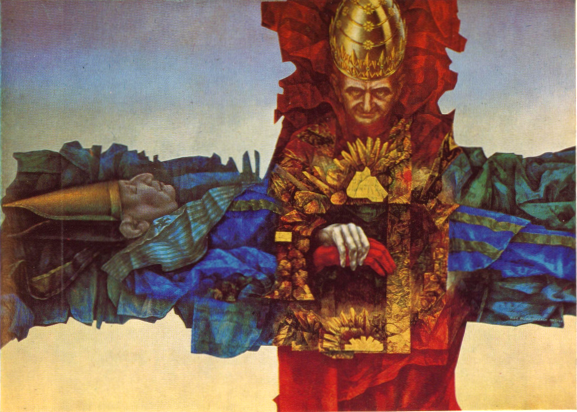
"Die Päpste", 1963–1966

- Ehrenmitglied der Israelitischen Kultusgemeinden in Österreich, 2002
- Mitglied der "Israel Miniature Art Society", Israel 1999
- Erstes weibliches Mitglied des Künstlerhauses Wien nach 100-jährigem Bestehen, 1961
- Mitbegründerin der "Wiener Schule des Phantastischen Realismus", 1959

Auszeichnungen
- 1960: Meisterschulpreis der Akademie der Bildenden Künste
- 1961: Goldene Fügermedaille der Akademie der Bildenden Künste
- 1962: Diplom- und Staatspreis der Akademie der Bildenden Künste
- 1963: Förderungspreis der Stadt Wien, Rompreis der Akademie der Wissenschaften
- 1963: Grafikpreis Johannesburg/Südafrika
- 1968: Premio UNESCO, Rom

## Ausstellungen
Die Künstlerin nahm an über 400 Ausstellungen in Europa und Übersee teil. Ihre Werke sind Teil öffentlicher Sammlungen des 19. und 20. Jahrhunderts im In- und Ausland, etwa im Kubus von Hannover, in der Österreichischen Galerie Belvedere, der Graphischen Sammlung der Albertina, der Neuen Pinakothek, den Uffizien und dem Museum of Modern Art. Einzelausstellungen fanden zu Urbachs Schaffensjubiläen etwa in der Österreichischen Nationalgalerie oder der Akademie der Bildenden Künste Wien statt.
Werke in öffentlichen Sammlungen

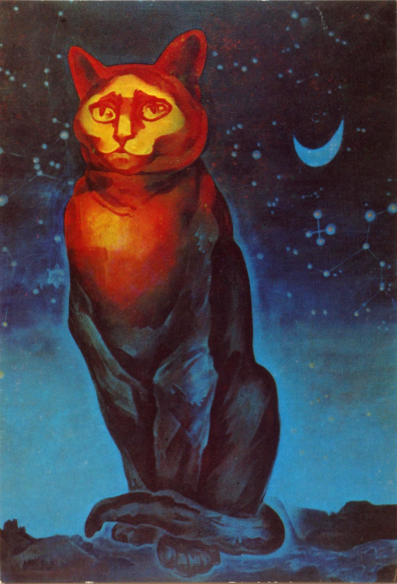
"Felis Coelestis", 1971/1972

- Städtische Galerie "Der Kubus" Hannover, Österreichische Galerie im Belvedere Wien, Graphische Sammlung Albertina Wien, Kupferstichkabinett der Akademie der Bildenden Künste Wien, Bundesministerium für Unterricht und Kunst Wien, Kulturamt der Stadt Wien, Dokumentationsarchiv des Österreichischen Widerstandes Wien, Österreichisches Kulturinstitut Rom/Paris/New York.

- Niedersächsische Staatsgalerie Hannover, Kulturamt der Stadt Hannover, Kestnermuseum Hannover, Wilhelm-Busch-Museum Hannover, Neue Pinakothek München, Staatliche Graphische Sammlung München.

- Uffizien Florenz, Calcografia Nazionale Rom, Museo della Storia dell' Arte Pisa, Peggy-Guggenheim-Museum Venedig, Museo des Bellas Artes Buenos Aires, Modern Art Museum New York, Salomon-Guggenheim-Museum New York.

Ausstellungen und Ausstellungsbeteiligung
- 1959: Erste Personalausstellung "Galerie Fuchs", Wien
- 1962: "Surrealismus. Phantastische Malerei", Künstlerhaus Wien
- 1962: "Galeria Zachęta", Warschau
- 1963 und 1967: Galerie "il Bilico", Galerie "Calcografia Nazionale", "Galeria la Medusa", alle in Rom
- 1964: "Magische Figuration. Elsa Olivia Urbach" in der Galerie "Eremitage", Schwaz/Tirol und Galerie "Am Dom", Innsbruck/Tirol
- 1968–69: Einjährige Wanderausstellung durch 13 Museen in den USA
- 1967: Galerie "2 et 3", Paris
- 1968: "Phantastischer Realismus" im Künstlerhaus Wien
- 1970: "Elsa Olivia Urbach. Zwanzig Jahre Schaffen" im Städtischen Museum "der Kubus", Hannover
- 1969 und 1971: "Galerie am Haus der Kunst", München und Westerland/Sylt.
- 1975: "Elsa Olivia Urbach. 25 Jahre Schaffen. Magische Figuration", Österreichische Galerie Belvedere, Wien (Nationalgalerie)
- 1980: "Elsa Olivia Urbach. 31 Jahre Schaffen. Magische Figuration", veranstaltet von der Akademie der Bildenden Künste im "Theseustempel" Wien